# Вянка
Вянка — река в России, протекает в Нижегородской и Рязанской областях. Река впадает в озеро Ореховое (старица Оки в 311 км по правому берегу). Длина реки составляет 34 км, площадь водосборного бассейна — 239 км².

## Данные водного реестра
По данным государственного водного реестра России относится к Окскому бассейновому округу, водохозяйственный участок реки — Ока от впадения реки Мокша до впадения реки Тёша, речной подбассейн реки — бассейны притоков Оки от Мокши до впадения в Волгу. Речной бассейн реки — Ока.
Код объекта в государственном водном реестре — 09010300112110000030183.

## Вянские Бугры
По правому берегу реки расположены возвышенности с песчаными почвами, называемые Вянскими Буграми. Возвышенности были покрыты сосновыми лесами. В XIX веке леса были вырублены для нужд металлургических заводов в Выксе и Кулебаках. Естественного восстановления леса не произошло и на площади в две тысячи гектаров образовалась настоящая пустыня с песчаными дюнами.
В начале 60-х годов XX века благодаря усилиям сотрудников Касимовского лесхоза на Вянских Буграх был посажен лес, впоследствии ставший знаменитым из-за большого количества грибов. Во время лесных пожаров 2010 г. лес практически полностью выгорел. Предпринимаются усилия по восстановлению лесного массива и недопущению повторного опустынивания Вянских Бугров.